# Ареф, Абд ар-Рахман
Абдель Рахман Мухаммед Ареф (араб. عبد الرحمن عارف‎ ʿAbd al-Raḥmān ʿĀrif) (1916 — 24 августа 2007 года, Амман) — политический и военный деятель Ирака. Президент Ирака (1966—1968), премьер-министр Ирака (1967—1968).
Занял пост президента после гибели своего брата Абдель Салама Арефа. Свергнут партией Баас в ходе военного переворота 17 июля 1968 года. Жил в эмиграции, затем вернулся на родину. После падения режима Саддама Хусейна вновь покинул страну. Последние годы жил в Иордании, где и скончался.

## Биография
Ареф принял активное участие в военном перевороте 1958 года, свергшем монархию в стране. Он также принял участие в перевороте 1963 года, который привёл его брата Абдель Салам Арефа к власти. Его брат назначил его руководителем армии после переворота. После гибели брата в авиакатастрофе Абдель Рахман аль-Баззаз стал и.о. президента, три дня спустя военные решили, что погибшего президента должен заменить его старший брат. Ареф стал генеральным секретарём Совета революционного командования Ирака.

## Президент
Многие видные участники революции 1958 г. и деятели оппозиции были арестованы и физически уничтожены, против курдов продолжались военные действия. Правительство разработало правительственную программу строительства в Ираке так называемого «арабского социализма», проведения аграрной реформы, введения плановой экономики и содействия частному сектору. Программа была обнародована 26 ноября 1963 г. Затем правительство приняло временную конституцию, которая провозглашала равные права всех национальностей Ирака и предусматривала избрание всеми гражданами страны Национального собрания. Вместе с тем конституция запрещала деятельность политических партий, вместо них создавался Арабский социалистический союз — правительственная организация, объединившая различные политические группы и силы, поддерживавшие правительственный курс внутренней и внешней политики.
Во внешней политике провозглашалась верность идеям арабского единства. Пытаясь вывести страну из кризиса, правительство Арефа расширило сотрудничество с ОАР, нормализовало отношения с СССР. Под влиянием сторонников развития Ирака по пути ОАР 14 июля 1964 были приняты законы о национализации крупных предприятий в промышленности и торговле, всех банков и страховых обществ, включая отделения иностранных банков и страховых компаний. Однако в реальности важнейшие проблемы, связанные с демократизацией общества, курдским вопросом и экономикой, решены не были. Режим Арефа опирался лишь на армию и госаппарат. Но политическая нестабильность лишь углубляла государственный кризис в стране.  Абдель Рахман Ареф безрезультатно пытался лавировать между различными силами оппозиции.

### Урегулирование курдской проблемы
Осенью 1966 г. Абдель Рахман Ареф решил сам поехать в Курдистан и встретиться с Барзани. Эта встреча состоялась 28 октября в населённом пункте Джиндиан близ Ревандуза и длилась четыре часа. Арефа сопровождали министр по делам восстановления Севера Ахмед Кемаль Кадер, министр обороны Шукри, генерал Фуад Ареф, Шейх Баба Али. Переговоры в Джиндиане касались вопросов осуществления условий перемирия 29 июня. На заявление Арефа о том, что «люди могут совершить тяжелые проступки, но не следует их оставлять неисправленными», Барзани ответил, что «непременным условием прекращения военного конфликта является выполнение баззазовской программы». Барзани потребовал от правительства конкретизировать условия декларации о мирном урегулировании. Он, в частности, поставил вопрос о включении представителей курдов в состав правительства, о предоставлении поста вице-президента представителю курдов, о назначении одного из курдских генералов командующим второй дивизией иракской армии. Президент Ареф принял эти предложения Барзани. В свою очередь президент выдвинул следующие предложения: восстановление правительственных административных органов в Курдистане, возвращение тяжёлой артиллерии, которую курды захватили во время весенних сражений, и др. Во время визита Ареф подарил Барзани легковую автомашину, а Барзани преподнёс президенту Ирака серебряное блюдце, на котором были выгравированы слова «Арабо-курдское братство!». Поездка Арефа к Барзани и его переговоры об условиях урегулирования курдского вопроса вызвали резко отрицательную реакцию среди правоэкстремистских сил.

### Шестидневная война
Накануне Шестидневной войны 1967 года в Синае было сконцентрировано 100 тысяч египетских военнослужащих и более 900 танков. С севера Израилю угрожали 6 сирийских дивизий и 300 танков. К египетско-сирийскому союзу подключилась Иордания, выставившая 7 бригад и 270 танков. Абдель Рахман Ареф, пытаясь утвердить своё лидерство в арабском мире, решил присоединиться к военной кампании арабских стран, заявив:
Существование Израиля является ошибкой, которую необходимо исправить. У нас появилась возможность избавиться от унижения, которому мы подвергаемся с 1948 года. Наша цель ясна: стереть Израиль с лица земли.
3 июня 1967 г. президент Ареф издал декрет об освобождении баасистов, арестованных в период с 13 по 18 ноября 1963 г., которые оказали сопротивление захвату власти его братом. Амнистия баасистов мотивировалась тем, что «нужно дать возможность всем принять участие в войне против Израиля». Тремя днями ранее, 31 мая, был издан президентский декрет об освобождении участников «движения 30 июня». На следующий день 4 июня Ирак вошёл в военную коалицию с Египтом, Сирией и Иорданией.
Война длилась шесть дней, однако исход её был предопределён в течение первых шести часов, когда прямо на аэродромах было уничтожено большинство египетских самолётов. После этого начались наземные бои, в которых Израиль разгромил армии арабских стран и оккупировал территории сектора Газа, Синайский полуостров, Западный берег реки Иордан и Голанские высоты. В Ираке весть о поражении стала национальной трагедией, а авторитет президента ещё сильнее пошатнулся.

## Свержение
Весной 1968 г. в быстром темпе следовали друг за другом правительственные кризисы. В апреле 13 отставных офицеров, среди которых двое были бывшими премьер-министрами и 5 — баасистами, представили Арефу меморандум, требуя увольнения премьер-министра Тахира Яхья, учреждения законодательного собрания и формирования нового правительства. В следующем месяце президент Ареф, опасаясь потерять власть, отсрочил ещё на 2 года выборы в парламент, выработку и введение в действие конституции, но против него уже готовился заговор. Активную деятельность против правительства развернула нелегальная организация молодых офицеров «Арабское революционное движение», ставившая своей целью свержение существующего режима. Для подготовки переворота руководители этой организации — заместитель начальника второго бюро разведки полковник Абд-ар-Раззак ан-Найеф и командующий президентской гвардией генерал Ибрагим Абд-ар-Рахман Дауд установили связь с руководителями партии БААС — генералами Ахмедом Хасаном аль-Бакром, Салехом Махди Аммашем, Харданом Тикрити и с группой консервативных офицеров, возглавляемой генералом Абдель Азизом аль-Окайли.
Кратковременному правлению Арефа пришёл конец 17 июля 1968 года, когда партия Баас осуществила бескровный военный переворот. Министр обороны Хардан Аль-Тикрити позвонил Арефу и сообщил, что он больше не президент. После этого свергнутого лидера выслали в Турцию. Вначале он жил в Лондоне, затем в Стамбуле. В 1979 году Саддам Хусейн, пришедший к власти в стране, разрешил ему вернуться на родину. Ему разрешили покинуть страну только один раз, для паломничества в Мекку. После свержения Саддама Хусейна Абдель Рахман Ареф навсегда покинул Ирак и поселился в столице Иордании Аммане. В 2004 году временное правительство Ирака приняло решение выплачивать Арефу пенсию и выделить средства на его лечение в Иордании. Бывший президент Ирака Абдель Рахман Ареф скончался в военном госпитале — Медицинском центре аль-Хусейн в Аммане утром 24 августа 2007 года. Президент Ирака Джаляль Талабани сказал: «Он был офицером и президентом республики. Абдель-Рахман Ареф был образцом прямоты и толерантности». На следующий день его похоронили в городе Эль-Мафрак в 70 км к северу от столицы Иордании. На церемонии присутствовали высокопоставленные иракские чиновники и религиозные лидеры.